# 陳琛 (弘治進士)
陳琛（1462年—？），字□，福建漳州府漳浦县人，民籍，明朝政治人物。

## 生平
弘治二年（1489年）己酉科福建鄉試第三十三名舉人。弘治十八年（1505年）中式乙丑科會試第一百六名，三甲第一百七十名進士。

## 家族
曾祖陳溫義；祖父陳□□；父陳□，母歐氏。慈侍下。